# Katee Sackhoff

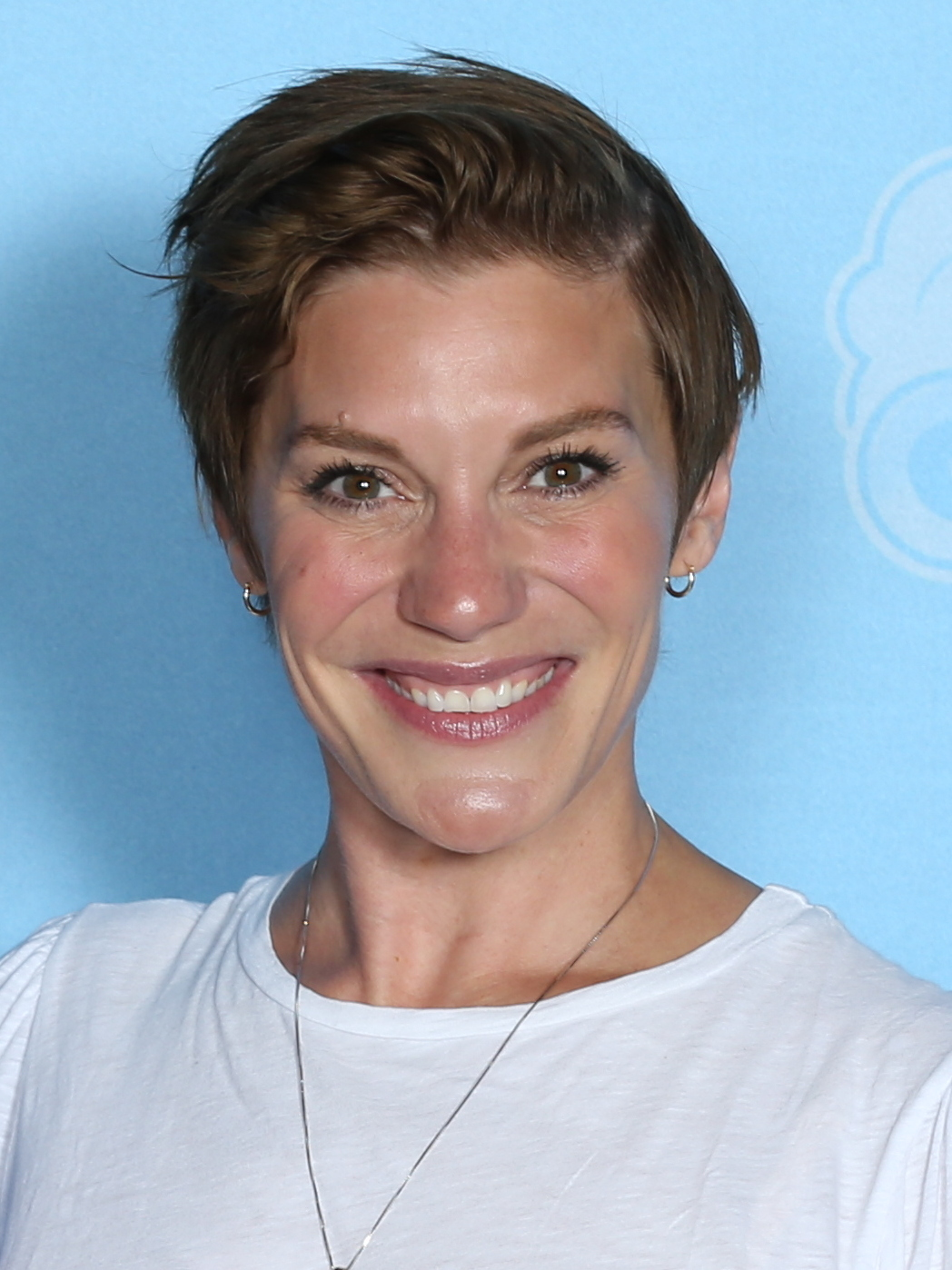
Katee Sackhoff (2022)

Kathryn „Katee“ Ann Sackhoff (* 8. April 1980 in Portland, Oregon) ist eine US-amerikanische Schauspielerin. Sie wurde bekannt durch die Rolle der Kara „Starbuck“ Thrace in Battlestar Galactica und als Vic Moretti in Longmire.

## Leben
Katee Sackhoff schloss 1998 die Highschool in Beaverton ab; während ihrer Schulzeit begann sie mit dem Tanz- und Schauspielunterricht. Ihr deutsch-amerikanischer Vater ist Landschaftsingenieur, ihre Mutter leitet ein ESL-Sprachprogramm.
Nach Ende der Dreharbeiten zu Battlestar Galactica im Jahr 2008 wurde bei Sackhoff Schilddrüsenkrebs diagnostiziert und ihre Schilddrüse entfernt.

## Karriere
Sackhoff hatte 1998 ihre erste Rolle in dem Fernsehfilm Zu jung für ein Baby. In der Fernsehserie The Education of Max Bickford stellte sie 2001 die Tochter der Titelfigur Nell Bickford dar, die Serie kam auf 22 Folgen. Es folgten Auftritte in Fernsehserien wie Emergency Room – Die Notaufnahme (2002), Boomtown (2003) oder Cold Case – Kein Opfer ist je vergessen (2004) sowie dem Film Halloween: Resurrection (2002). Zwei weitere Filme wurden 2007 veröffentlicht: The Last Sentinel und White Noise: Fürchte das Licht.
Einem breiten Publikum wurde Sackhoff durch ihre Rolle der Kara „Starbuck“ Thrace in der Science-Fiction-Serie Battlestar Galactica bekannt. Ab 2003 spielte Sackhoff in der Miniserie, den vier regulären Staffeln sowie dem Fernsehfilm eine der Hauptrollen, für die sie 2006 den Saturn Award als beste Nebendarstellerin in einer Fernsehserie erhielt.

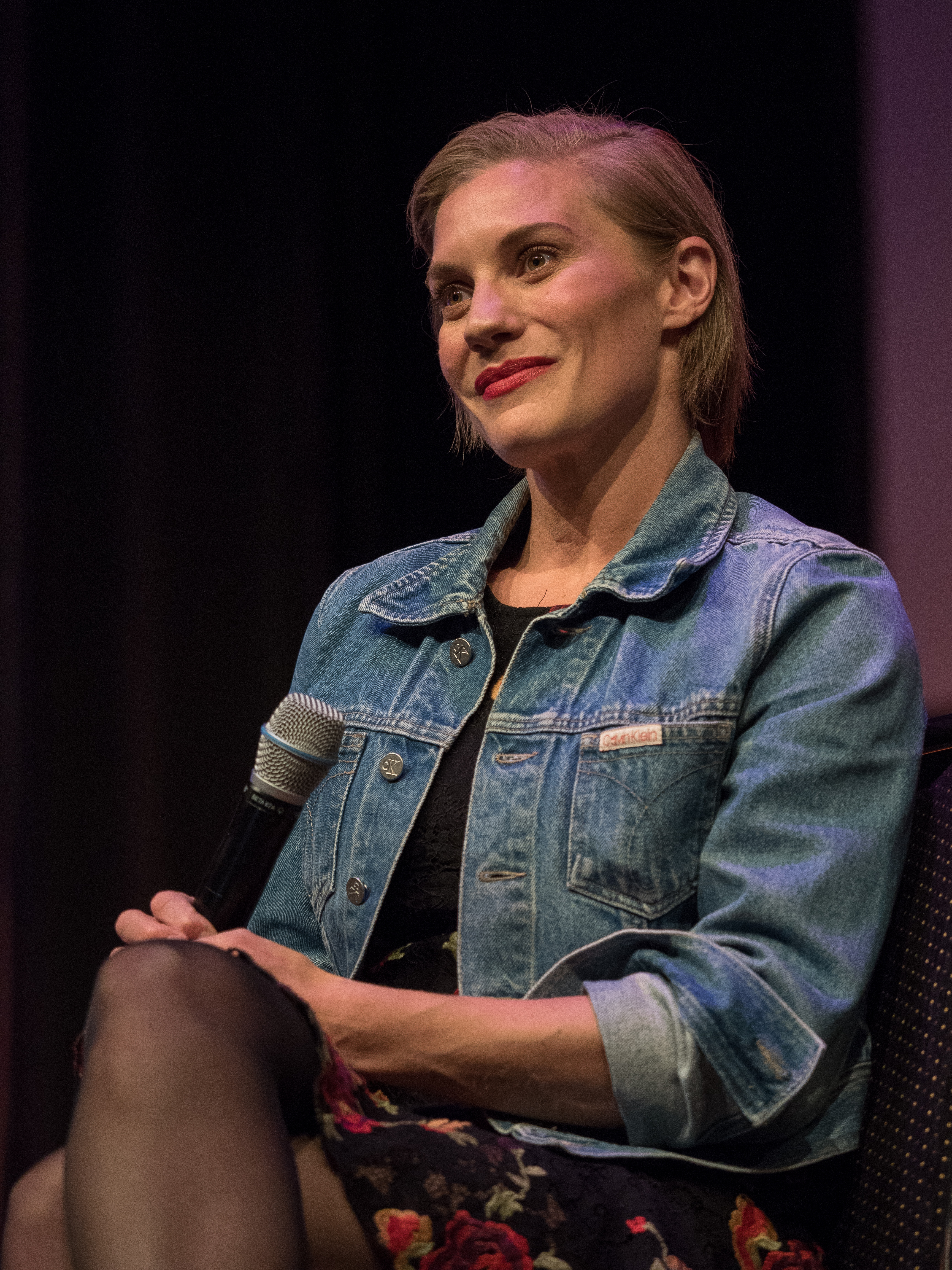
Katee Sackhoff auf der FedCon 2018

Sackhoff wirkte auch in der Neuauflage der Serie Die Sieben-Millionen-Dollar-Frau, Bionic Woman, mit, die 2007 vom US-Sender NBC ausgestrahlt wurde, und nahm dort als Sarah Corvus die Rolle der Gegenspielerin der Serienheldin Jamie Sommers ein.
Neben verschiedenen Gastauftritten stellte Sackhoff 2008 Dr. Theodora „Teddy“ Rowe in der Serie Nip/Tuck – Schönheit hat ihren Preis dar. In der achten Staffel der Echtzeit-Serie 24 war sie als CTU-Mitarbeiterin Dana Walsh zu sehen. Als sie selbst war Sackhoff in zwei Folgen von The Big Bang Theory zu sehen, jeweils in Howards Fantasie. In der Erfolgsserie CSI: Vegas spielte sie als Detective Frankie Reed. Ab 2012 spielte sie in der Serie Longmire die weibliche Hauptrolle als Victoria „Vic“ Morettie, eine Deputy des Sheriffs. Die Serie und damit ihr Engagement endete 2017.
2013 spielte sie die weibliche Hauptrolle Dahl in David Twohys Riddick mit Vin Diesel. Es folgten weitere Film- und Fernsehrollen, ihr Schaffen umfasst mehr als 55 Produktionen.
Seit 2020 ist sie in mehreren Folgen der Star-Wars-Spin-off-Serie The Mandalorian als Bo-Katan zu sehen, deren Rolle sie bereits zuvor in den Animationsserien Star Wars: The Clone Wars und Star Wars Rebels synchronisiert hatte.

## Filmografie (Auswahl)
- 1998: Zu jung für ein Baby (Fifteen and Pregnant)
- 1999: Locust Valley
- 1999: Der Playboy – Die Hugh Hefner Story (Hefner: Unauthorized)
- 2000: The Fearing Mind
- 2001: My First Mister
- 2001: The Education of Max Bickford (Fernsehserie, 22 Folgen)
- 2002: Emergency Room – Die Notaufnahme (ER, Fernsehserie, Folge 9x05)
- 2002: Halloween: Resurrection
- 2003: Boomtown (Fernsehserie, Folge 2x06)
- 2003–2008: Battlestar Galactica (Fernsehserie, 71 Folgen)
- 2004: Cold Case – Kein Opfer ist je vergessen (Cold Case, Fernsehserie, Folge 1x16)
- 2007: The Last Sentinel
- 2007: White Noise: Fürchte das Licht (White Noise 2: The Light)
- 2007: Bionic Woman (Fernsehserie, fünf Folgen)
- 2007: Battlestar Galactica: Auf Messers Schneide (Battlestar Galactica: Razor, Fernsehfilm)
- 2008: Law & Order (Fernsehserie, Folge 19x05)
- 2009: Nip/Tuck – Schönheit hat ihren Preis (Nip/Tuck, Fernsehserie, vier Folgen)
- 2009: Battlestar Galactica: (The Plan, Fernsehfilm)
- 2009–2010: The Big Bang Theory (Fernsehserie, zwei Folgen)
- 2010: 24 (Fernsehserie, 20 Folgen)
- 2010–2011: CSI: Den Tätern auf der Spur (CSI: Crime Scene Investigation, Fernsehserie, drei Folgen)
- 2011: Workaholics (Fernsehserie, Folge 2x08)
- 2012–2017: Longmire (Fernsehserie, 63 Folgen)
- 2012–2013, 2020: Star Wars: The Clone Wars (Fernsehserie, Stimme)
- 2013: Das Haus der Dämonen 2 (The Haunting in Connecticut 2: Ghosts of Georgia)
- 2013: Riddick: Überleben ist seine Rache (Riddick)
- 2013: Oculus
- 2014: Hawaii Five-0 (Fernsehserie, Folge 5x02)
- 2016: Girl Flu
- 2016: Don’t Knock Twice
- 2017–2018, 2020: The Flash (Fernsehserie, sechs Folgen)
- 2018: 2036 Origin Unknown
- 2018: Star Wars Rebels (Fernsehserie, Stimme)
- 2019–2021: Another Life (Fernsehserie, 20 Folgen)
- seit 2020: The Mandalorian (Fernsehserie)
- 2021: Night of the Animated Dead (Stimme)
- 2021: Christmas Sail (Fernsehfilm)
- 2024: Star Wars: Geschichten des Imperiums (Tales of the Empire, Fernsehserie, Folge 2x03, Stimme)
- 2024: Fight or Flight